# Cleora nigrilinea
Cleora nigrilinea là một loài bướm đêm trong họ Geometridae.